# マルクスの疎外論
本記事ではカール・マルクス（以下、マルクス)が提唱した疎外論（そがいろん）について扱う。

## 概要
マルクスの主張では、人間が有機的身体と非有機的身体に分かれて自然に抗う「自然疎外」が起こることで生命が始まったように、近代的・私的所有制度が普及し、資本主義市場経済が形成されるにつれ、資本・土地・労働力などに転化する。それに対応し本源的共同体も分離し、人間は資本家・地主・賃金労働者などに転化する。同時に人間の主体的活動であり、社会生活の普遍的基礎をなす労働過程とその生産物は、利潤追求の手段となり、人間が労働力という商品となって資本のもとに従属し、ものを作る主人であることが失われていく。また機械制大工業の発達は、労働をますます単純労働の繰り返しに変え、機械に支配されることによって機械を操縦する主人であることが失われ、疎外感を増大させる。こうしたなかで、賃金労働者は自分自身を疎外（支配）するもの（資本）を再生産する。資本はますます労働者、人間にとって外的・敵対的なもの、「人間疎外」となっていく。
マルクスは「疎外された労働」が再生産されるこのような社会関係を『経済学・哲学草稿』（1844年）で分析し、『経済学批判要綱』（1857年 - 1858年）や『資本論』（1867年、1885年、1894年）に継承した。

## ヘーゲルの疎外論

### 『精神現象学』
マルクスの疎外論を理解するためには、ヘーゲル弁証法、特に『精神現象学』における「主人と奴隷の弁証法」を理解しておく必要がある。
ヘーゲル哲学においては主体たる精神が活動を通じて対象化されていくことを自己疎外と呼ぶ。この自己疎外＝対象化されたものが、疎遠なものとして自己に「対決」するかのように存在する(他在)。このような他在との対決・否定を経て、他在の疎遠な性格を奪って自分を見出さなければならない。これが否定の否定であり、自己疎外の止揚である。
例えば、いくら自分のことを「優れた画家だ」と思っていたとしても、絵を描いてみなければただの思い込みにすぎない。そして、実際に絵を描いてみたとき、その人のデッサン力や感性などの能力が実現する。そうすると、その絵はその人の能力を実現しただけではなく、その人からは独立した存在として対峙する。いくら「こんな下手な絵は自分のものではない」と否定しようが、その絵の存在を否定することは出来ない。だが、その絵から自分の表現力やデッサン力などを知ることができる。こうして、自分の能力を反省することを通じて、描く前とは違った新しい自己に発展している